# Kerstibergtjärnen
Kerstibergtjärnen är en sjö i Ånge kommun i Medelpad och ingår i Indalsälvens huvudavrinningsområde.